# 2018年の交通
2018年の交通（2018ねんのこうつう）とは、2018年（平成30年）に起こった交通関係の出来事をまとめたページである。
2017年の交通 - 2018年の交通 - 2019年の交通

## 出来事の一覧

### 2月
- （海運）  ロシアで連邦航海通商法（改正）が一部施行[1]

### 3月
- 1日
  - （海運） マルポール条約附属書VIの改正案が発効（燃料消費実績報告制度導入）[2]

### 4月
- 1日
  - （バス路線再編）  東急バスが東京都世田谷区内の一部のバス路線の再編を実施[3]。

### 6月
- 22日
  - （航路開設）  川崎近海汽船が、定期フェリー航路を宮古港（岩手県宮古市） - 室蘭港（北海道室蘭市）間で開設[4][5]。
- 30日
  - （海運） パナマ運河新閘門通航船幅制限緩和[6]

### 7月
- 1日
  - （海運） STCW条約が発効（特定海域運航責任者資格新設）[7]

### 8月
- 25日
  - （就航）  四国開発フェリーが、東予港（愛媛県西条市） - 大阪南港（大阪府大阪市住之江区）航路に、新造船「おれんじ えひめ」を就航[8]。

### 12月
- 6日
  - （就航）  四国開発フェリーが、東予港（愛媛県西条市） - 大阪南港（大阪府大阪市住之江区）航路に、新造船「おれんじ おおさか」を就航[9]。
- 30日
  - （海運）  EUのシップリサイクル規則（EUリスト）適用開始[10]
- 31日
  - （海運）  中国が外国籍廃船の輸入を禁止[10]。